# 강지용 (정치인)
강지용(姜志勇, 1952년 8월 27일, 제주도 남제주군 서귀면 ~ )은 대한민국의 교육자, 정치인이다.

## 학력
- 제주대학교 농학과 학사 졸업
- 고려대학교 대학원 경제학 석사 수료
- 고려대학교 대학원 경제학 박사 수료

## 경력
- 제주대학교 산업응용경제학과 교수
- 제주대학교 교수협의회 회장
- 제주대학교 농업생명과학대학 학장
- 2001.03 제4대 제주대학교 산업대학원 원장
- 2003.03 제주대학교 학생처 처장
- 국제연합식량농업기구 한국지부 이사
- 농림부 자유무역협정이행지원위원회 위원
- 2005.01 제주특별자치도 농어업농어촌특별대책위원회 위원장
- 제주특별자치도 한미FTA농축산특별대책위원회 위원장
- 2016.07 새누리당 제주도당 위원장
- 시민그린대학 학장
- 2010.04 제6대 제주하이테크산업진흥원 원장
- 2012.04 새누리당 제주도당 서귀포시 당원협의회 운영위원장
- 2013.06 ~ 2014.06 새누리당 제주도당 위원장
- 2016.07 ~ 2017.02 새누리당 제주도당 위원장
- 2017.02 ~ 2017.08 자유한국당 제주도당 위원장
- 2017.08 자유한국당 제주도 지역특보

## 논란
- 2017년 4월 19일 재산누락 강지용 항소심도 벌금 300만원

## 역대 선거 결과
|  | 31.24% |

|  | 46.47% |